# Mboki
Mboki est une localité de République centrafricaine, chef-lieu de sous-préfecture de la préfecture du Haut-Mbomou.

## Géographie
Elle est située sur la route nationale RN2 à 60 km à l’ouest d’Obo, le chef-lieu du Haut-Mbomou, juste au nord de la frontière entre la République centrafricaine et la République démocratique du Congo.

## Histoire
Entre 2009 et 2013, le village a souffert des attaques de l’Armée de résistance du Seigneur.

## Villages
Située en zone rurale, la commune compte 25 villages recensés en 2003 : Camp 1, Camp 2, Camp 3, Camp 4, Camp 5, Camp 6, Camp 7, Camp 8, Camp 9, Camp 10, Camp Kades 1, Camp Kades 2, Camp Kpabo, Camp Namatoundou, Camp Napidi, Camp Wambo, Mapidi, Mboki 1, Mboki 2, Mboki 3, Mboki 4, Mobi, Nagbara, Nzango 1, Nzango 2.

## Économie
La ville, desservie par un petit aéroport (en) consistant en une seule piste, bénéficie de l’aide d’ONGs,.

## Société
La ville compte environ 10 000 habitants,.